# Lucas Silva
Lucas Silva Borges (Bom Jesus de Goiás, 16 febbraio 1993) è un calciatore brasiliano, centrocampista del Cruzeiro.

## Caratteristiche tecniche
Centrocampista, che si ispira a Juninho Pernambucano, forte fisicamente ma soprattutto dotato di una notevole tecnica individuale, che gli consente di impostare con grande facilità l'azione fin dalla retrovie.

## Carriera

### Club

#### Gli inizi
Inizia a giocare nelle file dell'Agremiação Esportiva OVEL, dove rimane fino all'età di quattordici anni. Nel 2007 passa al Cruzeiro. Le sue buone prestazioni nelle giovanili del club lo hanno portato al prestito al Nacional EC De Nova Serrana; con il quale esordisce nella partita persa, per 4-2, del 10 marzo 2012, nel Campionato Mineiro, contro l'Atlético Mineiro.

#### Cruzeiro
Il 26 aprile alla conclusione del Campionato Mineiro, dove disputa una sola partita con il Nacional EC, torna al Cruzeiro. Fa il suo esordio il 19 luglio 2012, nel Campeonato Brasileiro Série A, nella vittoria, per 0-2, contro la Portuguesa; subentra, al 61º minuto, al compagno di squadra Tinga. L'11 agosto successivo gioca la sua prima partita da titolare disputando tutti i 90 minuti di gioco, in occasione della vittoria, per 0-1, contro il Bahia. Nella sua prima stagione con la maglia del Cruzeiro totalizza 8 presenze.
La sua progressione continua anche nella stagione successiva, dove è diventato da agosto 2013 uno dei perni di centrocampo del club. Il 1º settembre 2013 mette a segno i suoi primi due gol in carriera, siglando una doppietta nella vittoria, per 5-3, contro il Vasco da Gama, prima firma il momentaneo 2-1 e poi il 4-3 prima del gol finale di Vinícius Araújo che chiude la partita sul definitivo 5-3. L'8 dicembre successivo vince il suo primo Brasileirão in carriera e a fine anno totalizza 28 presenze e 2 reti.
Il 13 febbraio 2014 fa il suo esordio in Coppa Libertadores, durante la fase a gironi, nella sconfitta, per 2-1, contro la squadra peruviana del Real Garcilaso. Il 13 aprile successivo vince il suo primo Campionato Mineiro. Il 26 novembre 2014 perde, in finale, la Coppa del Brasile contro l'Atlético Mineiro. Il 7 dicembre successivo, insieme al Cruzeiro, vince il suo secondo Campionato brasiliano consecutivo. Nel 2014 totalizza 48 presenze e 1 rete arricchito dalla vittoria del campionato statale e nazionale più i premi individuali: la Bola de Prata e il Prêmio Craque do Brasileirão.

#### Real Madrid, i vari prestiti
Il 24 gennaio 2015 il club madrileno annuncia l'ingaggio del giovane centrocampista brasiliano, il quale firma un contratto valido fino al 30 giugno 2020. L'esordio con la Camiseta blanca arriva il 14 febbraio 2015; in occasione della vittoria casalinga, per 2-0, contro il Deportivo La Coruña. Quattro giorni più tardi arriva anche l'esordio in Champions League; in occasione della partita di andata degli ottavi di finale vinta, per 0-2, contro i tedeschi dello Schalke 04. Conclude la prima stagione, con la maglia del Real Madrid, con un bottino di 9 presenze.
Il 27 agosto 2015 viene ceduto, in prestito, al club francese dell'Olympique Marsiglia. L'esordio arriva il 13 settembre successivo in occasione della vittoria casalinga, per 4-1, contro il Bastia. Conclude la stagione in Francia con un bottino di 33 presenze.
Il 10 luglio 2016, durante le visite mediche prima della cessione, a titolo temporaneo, al club portoghese dello Sporting Lisbona, gli viene riscontrato un problema cardiaco che gli impedisce di trasferirsi nella nuova squadra. Inizialmente si sparge la voce che il ragazzo abbia deciso di porre fine alla propria carriera per non rischiare la vita; notizia che verrà fin da subito messa a tacere dal centrocampista brasiliano che comunica di stare bene e di voler continuare a giocare. Il 20 settembre 2016 annuncia il ritorno agli allenamenti nella Ciudad Real Madrid.

#### Ritorno al Cruzeiro e il Gremio
Il 31 gennaio 2017 viene ceduto, a titolo temporaneo, alla sua ex squadra del Cruzeiro. Torna a disputare una partita il 16 febbraio successivo in occasione della trasferta vinta, per 1-2, contro il Volta Redonda. Il 7 maggio successivo perde la finale del Campionato Mineiro poiché gli avversari dell'Atlético Mineiro si impongono su di loro con un complessivo 2-1 accumulato nel doppio scontro. Il 16 luglio raggiunge le cento presenze con la maglia del club brasiliano in occasione del pareggio interno, per 1-1, contro il Flamengo. Il 28 settembre 2017 vince la sua prima Coppa del Brasile poiché la sua squadra si impone ai calci di rigore contro il Flamengo. Resta per 3 anni con il Cruzeiro prima del suo trasferimento al Grêmio. Con la squadra di Porto Alegre resterà per 3 anni e mezzo collezionando 150 presenze e 7 titoli fino al 7 luglio 2023, giorno in cui è ufficialmente scaduto il suo contratto.

### Nazionale

#### Giovanile
Il 24 maggio 2014 fa il suo esordio con la maglia del Brasile U-21 in occasione del Torneo di Tolone 2014, subentrando al compagno di squadra Ademilson, al 63º minuto, nella partita, della fase a gironi, vinta, per 2-1, contro la Colombia U-21. Due giorni più tardi mette a segno il momentaneo 0-2 nella vittoria, per 1-2, contro l'Inghilterra U-21. Il 1º giugno 2014 vince la competizione battendo 5-2 la Francia U-21.

## Statistiche

### Presenze e reti nei club
Statistiche aggiornate al 18 aprile 2025.
| Stagione           | Squadra            | Campionato         | Campionato | Campionato | Coppe nazionali | Coppe nazionali | Coppe nazionali | Coppe continentali | Coppe continentali | Coppe continentali | Altre coppe | Altre coppe | Altre coppe | Totale | Totale |
| Stagione           | Squadra            | Comp               | Pres       | Reti       | Comp            | Pres            | Reti            | Comp               | Pres               | Reti               | Comp        | Pres        | Reti        | Pres   | Reti   |
| ------------------ | ------------------ | ------------------ | ---------- | ---------- | --------------- | --------------- | --------------- | ------------------ | ------------------ | ------------------ | ----------- | ----------- | ----------- | ------ | ------ |
| 2012               | Nacional MG        | M1/MG+D            | 1+0        | 0          | -               | -               | -               | -                  | -                  | -                  | -           | -           | -           | 1      | 0      |
| 2012               | Cruzeiro           | M1/MG+A            | 0+8        | 0          | CB              | 0               | 0               | -                  | -                  | -                  | -           | -           | -           | 8      | 0      |
| 2013               | Cruzeiro           | M1/MG+A            | 2+23       | 0+2        | CB              | 3               | 0               | -                  | -                  | -                  | -           | -           | -           | 28     | 2      |
| 2014               | Cruzeiro           | M1/MG+A            | 9+27       | 0+1        | CB              | 4               | 0               | CL                 | 8                  | 0                  | -           | -           | -           | 48     | 1      |
| gen.-giu. 2015     | Real Madrid        | PD                 | 8          | 0          | CR              | 0               | 0               | UCL                | 1                  | 0                  | SU+SS+Cmc   | 0           | 0           | 9      | 0      |
| 2015-2016          | O. Marsiglia       | L1                 | 22         | 0          | CF+CdL          | 3+2             | 0               | UEL                | 6                  | 0                  | -           | -           | -           | 33     | 0      |
| 2016-gen. 2017     | Real Madrid        | PD                 | 0          | 0          | CR              | 0               | 0               | UCL                | 0                  | 0                  | SU+Cmc      | 0           | 0           | 0      | 0      |
| Totale Real Madrid | Totale Real Madrid | Totale Real Madrid | 8          | 0          |                 | -               | -               |                    | 1                  | 0                  |             | -           | -           | 9      | 0      |
| 2017               | Cruzeiro           | M1/MG+A            | 5+20       | 0          | CB              | 7               | 0               | CS                 | 0                  | 0                  | -           | -           | -           | 32     | 0      |
| 2018               | Cruzeiro           | M1/MG+A            | 6+23       | 0          | CB              | 7               | 0               | CL                 | 8                  | 1                  | -           | -           | -           | 44     | 1      |
| 2019               | Cruzeiro           | M1/MG+A            | 10+6       | 0          | CB              | 1               | 0               | CL                 | 1                  | 0                  | -           | -           | -           | 18     | 0      |
| 2020               | Grêmio             | PD/RS+A            | 14+32      | 0+1        | CB              | 6               | 0               | CL                 | 6                  | 0                  | -           | -           | -           | 58     | 1      |
| 2021               | Grêmio             | PD/RS+A            | 10+25      | 1+2        | CB              | 6               | 0               | CL+CS              | 3+4                | 0+0                | -           | -           | -           | 48     | 3      |
| 2022               | Grêmio             | PD/RS+B            | 10+22      | 1+0        | CB              | 1               | 0               | -                  | -                  | -                  | -           | -           | -           | 33     | 1      |
| 2023               | Grêmio             | PD/RS+A            | 5+24       | 0+0        | CB              | 2               | 0               | -                  | -                  | -                  | -           | -           | -           | 31     | 0      |
| Totale Gremio      | Totale Gremio      | Totale Gremio      | 39+103     | 2+3        |                 | 15              | 0               |                    | 13                 | 0                  |             | -           | -           | 170    | 5      |
| 2024               | Cruzeiro           | M1/MG+A            | 11+31      | 0+1        | CB              | 1               | 0               | CS                 | 7                  | 1                  | -           | -           | -           | 50     | 2      |
| 2025               | Cruzeiro           | M1/MG+A            | 5+3        | 0          | CB              | 0               | 0               | CS                 | 2                  | 0                  | -           | -           | -           | 10     | 0      |
| Totale Cruzeiro    | Totale Cruzeiro    | Totale Cruzeiro    | 48+141     | 0+4        |                 | 23              | 0               |                    | 26                 | 2                  |             | -           | -           | 238    | 6      |
| Totale carriera    | Totale carriera    | Totale carriera    | 362        | 9          |                 | 43              | 0               |                    | 46                 | 2                  |             | -           | -           | 451    | 11     |

## Palmarès

### Club

#### Competizioni statali
- Campionato Mineiro: 3

Cruzeiro: 2014, 2018, 2019
- Campionato Gaúcho: 4

Grêmio: 2020, 2021, 2022, 2023
- Recopa Gaúcha: 3

Grêmio: 2021, 2022, 2023

#### Competizioni nazionali
- Campionato brasiliano: 2

Cruzeiro: 2013, 2014
- Coppa del Brasile: 2

Cruzeiro: 2017, 2018

### Nazionale

#### Competizioni giovanili
- Torneo di Tolone: 1

2014

### Individuale
- Bola de Prata: 1

Squadra dell'anno: 2014
- Prêmio Craque do Brasileirão: 1

Squadra dell'anno: 2014